# Emil Lersch
Emil Lersch (* 17. Dezember 1879 in München; † 8. Februar 1963 ebenda) war ein deutscher Richter am Reichsgericht und am Bundesgerichtshof.

## Leben
Lersch, der Sohn eines Kaufmanns, war evangelisch. Die erste juristische Staatsprüfung 1902 bestand er mit „gut“, die zweite juristische Staatsprüfung 1905 mit der Note „II“. 1905 war er geprüfter Rechtspraktikant. Im Februar 1908 trat er in bayrischen Justizdienst ein und wurde III. Staatsanwalt beim Landgericht München II. Am 1. Mai 1910 ernannte man ihn zum Amtsrichter am Amtsgericht München. Am 1. Mai 1919 kam er als II. Staatsanwalt an das Landgericht Augsburg. Am 1. Dezember 1919 wurde er an das Landgericht München I versetzt. Am 1. Mai 1924 beförderte man ihn zum Landgerichtsrat. Er war dann gleichzeitig als Amtsrichter am Amtsgericht München und am Landgericht München I tätig. I. Staatsanwalt am Landgericht München II wurde er am 1. Dezember 1929. Lersch wurde im März 1930 zum Oberstaatsanwalt ernannt. Am 22. Januar 1932 beförderte man ihn zum Landgerichtsdirektor beim Landgericht München I. Einen Monat später kam er als Hilfsjurist an das Reichsgericht.
Am. 1. November 1933 wurde er Reichsgerichtsrat im IV. Strafsenat. Lersch gehörte damit dem Senat an, der im Reichstagsbrandprozess unter Verletzung des Grundsatzes „nulla poena sine lege“ Marinus van der Lubbe zum Tode verurteilte. Er war weiterhin lange Zeit im III. Zivilsenat tätig. Am  25. Dezember 1937 beantragte er die Aufnahme in die NSDAP und wurde rückwirkend zum 1. Mai desselben Jahres aufgenommen (Mitgliedsnummer 5.823.897). Nach Kriegsende wurde er 1947 beauftragter Staatsanwalt bei der Staatsanwaltschaft am Landgericht München I. Am 20. Dezember 1950 wurde er ungeachtet seiner NS-Vergangenheit Bundesrichter am Bundesgerichtshof. Er trat am 30. Dezember 1952 in den Ruhestand. 1953 ernannte man ihn zum Mitglied des deutsch-alliierten Begnadigungsausschusses zur Überprüfung der Kriegsverbrecherurteile. Er war dort bis Juni 1958 für die Begnadigung deutscher Beteiligter an den Kriegsverbrechen während des Zweiten Weltkriegs tätig.

## Ehrungen
- 20. April 1938: Silbernes Treudienst-Ehrenzeichen
- 1. Februar 1939: Treudienst-Ehrenzeichen
- 1953: Verdienstkreuz (Steckkreuz) der Bundesrepublik Deutschland
- 1957: Großes Verdienstkreuz der Bundesrepublik Deutschland

## Werke
- Das Gesamtausgebot im Reichszwangsversteigerungsgesetz, Diss. Erlangen 1907.
- Das Gesamtausgebot im Reichszwangsversteigerungsgesetz, Beiträge zur Erläuterung des deutschen Rechts, Jahrgang 51 (1907),  S. 335; S. 449.
- Die strafrechtliche Verwertung der Kriminalbiologischen Gutachten, Mitteilungen der Kriminalbiologischen Gesellschaft Band 3, Graz 1931, S. 41ff.